# Köchersbächle
Das Köchersbächle ist ein Waldbach des Murrhardter Waldes in der zentralen Stadtgemarkung von Murrhardt im baden-württembergischen Rems-Murr-Kreis. Nach etwa 13⁄4 km langem Lauf nach Südosten mündet es gegenüber dem Weiler Sauerhöfle der Stadt von rechts in die obere Murr.

## Geographie

### Verlauf
Das Köchersbächle entsteht etwa 0,6 km nördlich des Murrhardter Weilers Käsbach im Wald am Südosthang des Rißbergs zwischen den Waldgewannen Wolfsbühl und Birkmahd auf etwa 464 m ü. NHN. Der Bach fließt fast bis zuletzt im Wald leicht geschlängelt ungefähr südostwärts.
Nach etwa 700 Metern unterquert er ein den Weiler Käsbach mit dem ebenfalls Murrhardter Weiler Köchersberg verbindendes Sträßchen. Weniger als 100 Meter später setzt auf etwa 440 m ü. NHN eine der landschaftstypischen Klingen ein. In diesem engen Kerbtal fließt der Bach 1 bis 4 Meter breit über sandigem bis steinigem Grund, auf dem oft größere bemooste Sandsteinbrocken liegen, schnell bergab und stürzt dabei über einige kleine Fälle. An vielen Stellen laufen kleine Sickerquellgerinne vom Hang her zu, die teils bemoost sind und Versinterungen zeigen. Diesem über einen halben Kilometer langen Klingenabschnitt des Köchersbächles laufen auch ein paar kurze Nebenklingen zu. An seinem Ende quert die Trasse des Obergermanisch-Raetischen Limes im Gewann Faulklinge  das Tal von Nordnordwest nach Südsüdost.
Danach fließt das Bächlein noch etwa 200 Meter weiter im Wald, wechselt dann in die Wiesenflur des Murrtals und mäandriert dort, von Uferbaumreihen begleitet, weitere etwa 200 Meter ostsüdostwärts seiner Mündung zu. Gegenüber dem kleinen Weiler Sauerhöfle von Murrhardt fließt das Köchersbächle auf etwa 359 m ü. NHN von links in die obere Murr ein, nach einem 1,7 km langem Lauf mit mittlerem Sohlgefälle von etwa 61 ‰ und etwa 105 Höhenmeter unterhalb seines Ursprungs.

### Einzugsgebiet
Das Einzugsgebiet des Köchersbächles ist etwa 1,0 km² groß und liegt, naturräumlich gesehen, im Unterraum Murrhardter Wald der Schwäbisch-Fränkischen Waldberge. Der höchste Punkt an seiner Nordwestspitze auf dem West-Ost-Kamm des Rißbergs liegt auf etwa 488 m ü. NHN. Auf etwa zwei Dritteln des Gebietes steht Wald, in einem breiten Streifen um den Bachlauf und im Teil oberhalb des Bachursprungs. Im restlichen Drittel offener Flur gibt es wenige Äcker und überwiegend Grünland. Besiedlung gibt es keine. Das gesamte Gebiet liegt in der zentralen Stadtteilgemarkung von Murrhardt.
Im Südwesten grenzt das Einzugsgebiet des vorigen linken Murr-Zuflusses Taubenbach, im Nordosten das ihres nächsten linken Zuflusses Reisbachs an. Jenseits der höchsten nördlichen Wasserscheide erreicht der Abfluss die Murr viel tiefer erst nach ihrem Oberlaufknie über einige kleine Unterhangklingen sowie den Bach aus der Hozenklinge.

## Geologie
Das Köchersbächle entsteht auf der keilförmig nach Osten hin auslaufenden Stubensandstein-Hochfläche (Löwenstein-Formation), die über dem Murrknie endet. Ab dem Eintritt in seine Klinge durchschneidet es recht rasch die anderen, darunter liegenden Mittelkeuper-Schichten der Oberen Bunten Mergel (Mainhardt-Formation), des Kieselsandsteins (Hassberge-Formation) und der Unteren Bunten Mergeln (Steigerwald-Formation) und am Rottalrand noch einen schmalen Schilfsandstein-Streifen (Stuttgart-Formation). Die unterste Mittelkeuperschicht des Gipskeupers (Grabfeld-Formation) setzt im Rottal erst etwas abwärts ein.
Rechtsseits der oberen Klinge liegt etwas Höhenschotter über der oberen Hangkante. Schon in den Unteren Bunten Mergeln beginnt ein holozän eingelagertes Auensedimentband, das erst dicht an der Mündung am die Murr begleitenden Auenlehmband endet.

## Schutzgebiete
Die Höhen rechtsseits des Mittellaufes liegen in einem sich im benachbarten Taubenbach-Einzugsgebiet fortsetzenden Wasserschutzgebiet, das gesamte Einzugsgebiet im Naturpark Schwäbisch-Fränkischer Wald.

### LUBW
Amtliche Online-Gewässerkarte mit passendem Ausschnitt und den hier benutzten Layern: Lauf und Einzugsgebiet des Köchersbächles

Allgemeiner Einstieg ohne Voreinstellungen und Layer: Daten- und Kartendienst der Landesanstalt für Umwelt Baden-Württemberg (LUBW) (Hinweise)
1. 1 2 3 4  Höhe nach dem Höhenlinienbild auf dem Hintergrundlayer Topographische Karte.
2. ↑  Länge nach dem Layer Gewässernetz (AWGN).
3. ↑  Einzugsgebiet abgemessen auf dem Hintergrundlayer Topographische Karte.
4. ↑  Natur teilweise nach dem Layer Geschützte Biotope.
5. ↑  Schutzgebiete nach den einschlägigen Layern.

### Andere Belege
1. ↑  Hansjörg Dongus: Geographische Landesaufnahme: Die naturräumlichen Einheiten auf Blatt 171 Göppingen. Bundesanstalt für Landeskunde, Bad Godesberg 1961. → Online-Karte (PDF; 4,3 MB)
2. ↑  Geologie nach den Layern zu Geologische Karte 1:50.000 auf: Mapserver des Landesamtes für Geologie, Rohstoffe und Bergbau (LGRB) (Hinweise)